# Etel Adnan

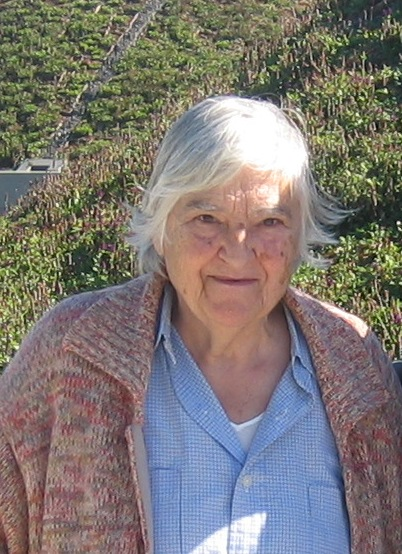
Etel Adnan (2008)

Etel Adnan (geboren 24. Februar 1925 in Beirut; gestorben 14. November 2021 in Paris) war eine libanesisch-US-amerikanische Schriftstellerin und Malerin. Ihre Kunst bewegt sich zwischen arabischer und westlicher Welt und verbindet verschiedene Kunstformen, Medien, Sprachen und Kulturen.

## Leben
Etel Adnan war die Tochter einer Griechin und eines Syrers, der Offizier in der Osmanischen Armee in Smyrna gewesen war, und wuchs mit griechischer und türkischer Muttersprache in einer Arabisch sprechenden Umwelt auf. In dem seinerzeit französisch kontrollierten Libanon besuchte sie die katholische französische Mädchenschule, und ihre erste literarische Sprache war das Französische. Später schrieb sie auch auf Englisch. Im sprachlichen Widerstreit fand sie in der abstrakten Malerei eine weitere Ausdrucksform.
Adnan verließ mit sechzehn Jahren die Schule und arbeitete als Hilfskraft bei der französischen Armee. Ihr Bürochef war Jean Gaulmier, der es ihr ermöglichte, nebenher das Baccalauréat abzulegen. Sie begann 1945 ein Literaturstudium bei Gabriel Bounoure an der neugegründeten „École Supérieure des Lettres de Beyrouth“, an der auch Georges Schehadé tätig war, arbeitete als Lehrerin und ging dann dank eines Stipendiums 1949 nach Paris an die Sorbonne, wo sie einen ersten Abschluss in Philosophie machte. Ihr Studium setzte sie 1955 an der University of California, Berkeley und an der Harvard University fort und lehrte anschließend Geisteswissenschaften und Philosophie an der Dominican University of California in San Rafael. Sie wurde an weitere US-amerikanische Colleges als Gastdozentin eingeladen.
Nach siebzehn Jahren kehrte sie 1972 in den Libanon zurück, um in Beirut als Feuilletonredakteurin der französischsprachigen Zeitungen Al Safa und L’Orient-Le Jour zu arbeiten. Sie lernte dort 1972 die Künstlerin und Kunstkritikerin Simone Fattal kennen und ging mit ihr eine Beziehung ein, die bis zu ihrem Lebensende bestand. Adnan musste den Libanon jedoch wegen des Bürgerkriegs 1976 erneut verlassen. Sie ging nach Paris, wo sie 1978 ihren Antikriegsroman Sitt Marie Rose veröffentlichte, in dem sie das Schicksal einer durch die Kata’ib ermordeten Freundin aufgriff. Von Frankreich ging sie erneut nach Kalifornien, wo sie sich in Sausalito niederließ, kehrte später jedoch wieder nach Paris zurück. Anfang der 1980er-Jahre war sie am Libretto von Robert Wilsons Oper The CIVIL warS beteiligt. In dieser Zeit entstand auch eine Freundschaft zu der Schauspielerin und Feministin Delphine Seyrig, mit der Adnan an einem Filmprojekt über Calamity Jane arbeitete. Nach der Zusammenarbeit mit Wilson verfasste sie eine Reihe von Theaterstücken. Das Stück Irgendwann in der Nacht hatte 2013 seine Uraufführung am Badischen Staatstheater Karlsruhe.
2009 wurde das Hörspiel Schiff im Sturm Berg Mond Meer ganz und gar schwerelos – Etel Adnans Reisen durch Leben und Länder (Autorin: Klaudia Ruschkowski, Regie: Jean-Claude Kuner) bei Deutschlandradio Kultur erstgesendet. 2013 folgte ebenfalls bei Deutschlandradio Kultur das Hörstück Etel Adnan – Arabische Apokalypse, realisiert von Ulrike Brinkmann und Klaudia Ruschkowski, mit der Komposition von 48nord. 2014 strahlten RBB, NDR und Deutschlandradio Kultur das gemeinsam produzierte Radio-Feature Express Beirut – Die Schriftstellerin Etel Adnan von Jean Claude Kuner aus. 
Sie lebte zuletzt mit ihrer Lebenspartnerin, der Künstlerin Simone Fattal, in Paris und im Küstendorf Erquy in der Bretagne.

## Auszeichnungen
- 1977: Prix France-Pays Arabes für den Roman Sitt Marie Rose[8]
- 2010: Arab American Book Award für Master of the Eclipse[9]
- 2013: California Book Award für die Gedichtsammlung Sea and Fog[10]
- 2013: Lambda Literary Award in der Kategorie Lesbian Poetry für den GedichtbandSea and Fog
- 2014: Chevalier des Arts et des Lettres, Orden des französischen Kulturministeriums[11]
- 2021: Lichtwark-Preis für ihr Lebenswerk[12]

Außerdem wurde ihr vom Radius of Arab-American Writers der RAWI Lifetime Achievement Award verliehen.

## Ausstellungen

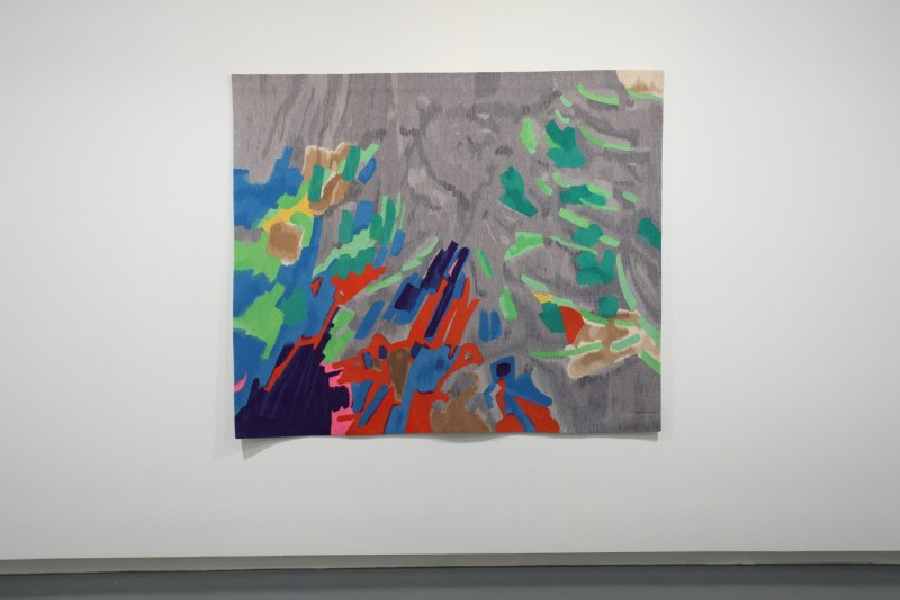
Etel Adnan Mount Tamalpais 2015

- 2010 zeigte die Galerie Sfeir-Semler in Beirut die erste große Retrospektive von Etel Adnan „Paintings and Drawings“, ergänzt 2012 in Hamburg durch die Ausstellung „Works 1965 - 2012“.
- Im Jahr 2012 wurde Adnan zur dOCUMENTA (13) eingeladen,[13] wo sie neben ihrem Beitrag in dem Documenta-Buch eine Retrospektive erhielt.[14] Von Adnan wurden dort 87 Werke, zwei Tapeten, ein Buch und ihr erster Film gezeigt.
- 2013: Etel Adnan, Galleria continua, San Gimignano, Toskana, Italien.
- 2014/15: Etel Adnan. Berge schreiben,[15] Museum der Moderne Salzburg[16]
- 2015 Galerie Lelong, Paris[17]
- 2015 Galerie Lelong, New York.
- 2015: Etel Adnan – La joie de vivre, Haus Konstruktiv, Zürich.
- 2018: Etel Adnan, Zentrum Paul Klee, Bern.
- 2021: Etel Adnan, Van Gogh Museum Amsterdam
- 2022: Etel Adnan, Lenbachhaus, München – die erste umfassende Retrospektive in Deutschland mit Werken aus allen Schaffensphasen und Medien[18]
- 2023: Etel Adnan, Poesie der Farben, K 20 Kunstsammlung Nordrhein-Westfalen, Düsseldorf und Lenbachhaus, München[19]
- 2023: Etel Adnan & Simone Fattal. Voices without borders, KINDL – Zentrum für zeitgenössische Kunst, Berlin[20]

## Bibliografie
- Sitt Marie-Rose, eine libanesische Geschichte. mit einem autobiographischen Nachwort. Aus dem Französisch von Eva Moldenhauer, Umschlagmotiv Etel Adnan. Suhrkamp, Frankfurt am Main 1988, ISBN 3-518-38051-6.
- mit Gavin Bryars (Komponist): The Adnan songbook: for soprano and ensemble. Schott, Mainz 1996, ISBN 978-0-220-11811-2.
- Paris, Paris. Aus dem Englisch von Nicolaus Bornhorn, Suhrkamp, Frankfurt am Main 1999, ISBN 3-518-39484-3.
- An Einar denkend. In: Einar Schleef: Arbeitsbuch. Theater der Zeit: Arbeitsbuch 11, 2002, ISBN 3-934344-12-7, S. 170.
- Die Sonne zergeht auf der Zunge (= Drucksache N.F. Band 7), herausgegeben von Wolfgang Storch im Auftrag der Internationalen Heiner Müller Gesellschaft, Edition Nautilus, Hamburg 2004, ISBN 3-89401-450-4.
- Im Herzen des Herzens eines anderen Landes. Übersetzerin: Christel Dormagen, Suhrkamp, Frankfurt am Main 2004, ISBN 3-518-41649-9.
- Von Frauen und Städten. übersetzt und mit einem Nachwort von Klaudia Ruschkowski, Edition Nautilus, Hamburg 2006, ISBN 3-89401-477-6.
- Reise zum Mount Tamalpais. Aus dem Englisch übersetzt und mit einem Nachwort von Klaudia Ruschkowski, Edition Nautilus, Hamburg 2008, ISBN 978-3-89401-572-5.
- Das deutsche Wunder. In: Theater der Zeit, Heft 7/8, 2009, S. 174–177 ISSN 0040-5418
- Der Herr der Finsternis: Erzählungen. Aus dem Englisch von Christel Dormagen, Suhrkamp, Frankfurt am Main 2009, ISBN 978-3-518-42073-7.
- The cost for love we are not willing to pay. Übersetzt von Christel Dormagen, 100 notes – 100 thoughts; No. 006; Hatje Cantz, Ostfildern 2011, ISBN 978-3-7757-2855-3.
- Jahreszeiten. Herausgegeben und aus dem Englisch übersetzt von Klaudia Ruschkowski, Edition Nautilus, Hamburg 2012, ISBN 978-3-89401-753-8.
- Arabische Apokalypse. Übersetzt von Ulrike Stoltz, Suhrkamp, Berlin 2012, ISBN 978-3-518-42276-2.
- Gespräche mit meiner Seele. Übersetzt von Klaudia Ruschkowski (Hrsg.), Edition Nautilus, Hamburg 2015, ISBN 978-3-89401-815-3.
- Schreiben in einer fremden Sprache. SUKULTUR, Berlin 2016. ISBN 978-3-95566-127-4.
- Nacht. Edition Nautilus, Hamburg 2016. ISBN 978-3-96054-022-9.
- Wir wurden kosmisch. Herausgegeben von Joshua Groß und Moritz Müller-Schwefe in Zusammenarbeit mit dem Institut für moderne Kunst Nürnberg. starfruit publications, Fürth 2019, ISBN 978-3-922895-36-7.
- Etel Adnan . Sturm ohne Wind: Gedichte | Prosa | Essays | Gespräche. Herausgegeben von Hanna Mittelstädt und Klaudia Ruschkowski. Edition Nautilus, Hamburg 2019, ISBN 978-3-96054-212-4.
- Reise, Krieg und Exil. SUKULTUR, Berlin 2020. ISBN 978-3-95566-127-4.
- Zeit. Übersetzt und mit einem Nachwort von Klaudia Ruschkowski, Edition Nautilus, Hamburg 2021, ISBN 978-3-96054-244-5.
- Hochbranden, (Übersetzung Klaudia Ruschkowski), Edition Nautilus, Hamburg 2025, ISBN 978-3960543862

## Hörspiele
- 2008: Schiff im Sturm Berg Mond Meer ganz und gar schwerelos – Klaudia Ruschkowski / Jean-Claude Kuner (Hörspiel – DKultur) – auch Sprecherin
- 2013: Arabische Apokalypse – Realisation: 48nord / Ulrike Brinkmann / Klaudia Ruschkowski (Hörspiel – DKultur/HR) – auch Sprecherin
- 2017: Nacht – Klaudia Ruschkowski / Giuseppe Maio (Hörspiel – DKultur) – auch Sprecherin | Hörspiel des Monats
- 2019: A Funeral March For The First Cosmonaut – Etel Adnan / Ulrike Haage – übersetzt und dramaturgische Beratung Klaudia Ruschkowski (Hörspiel – DKultur) – auch Sprecherin
- 2020: Überweben – Etel Adnan / Ulrike Haage / Klaudia Ruschkowski (Hörspiel – DKultur)